# Style néo-Renaissance

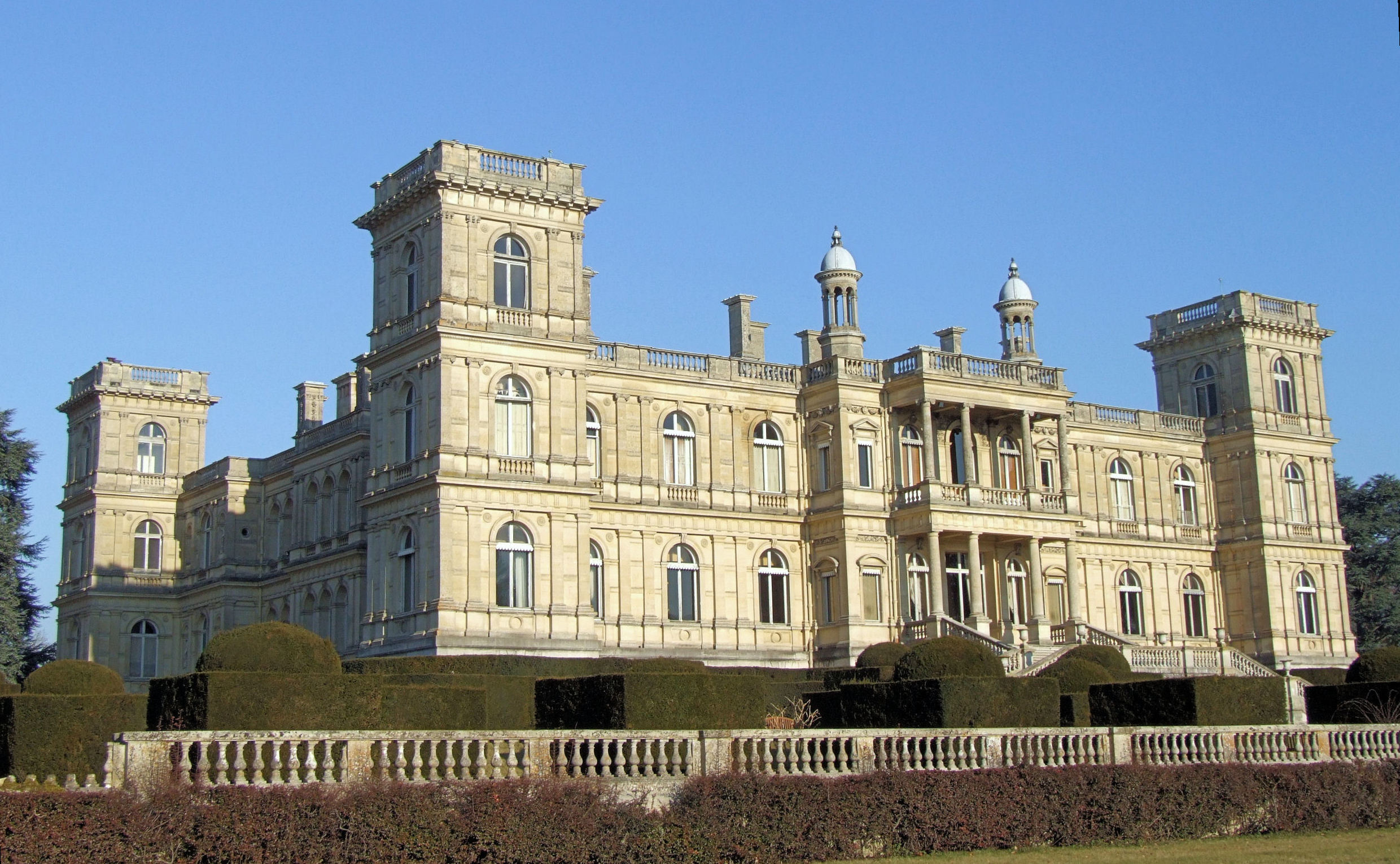
Le château de Ferrières en Brie, terminé en 1855, est une copie voulue de Mentmore Towers en Angleterre. Cependant, le style « Renaissance anglaise » de Mentmore est adapté au goût du jour et subit un ajout « italianisant ».

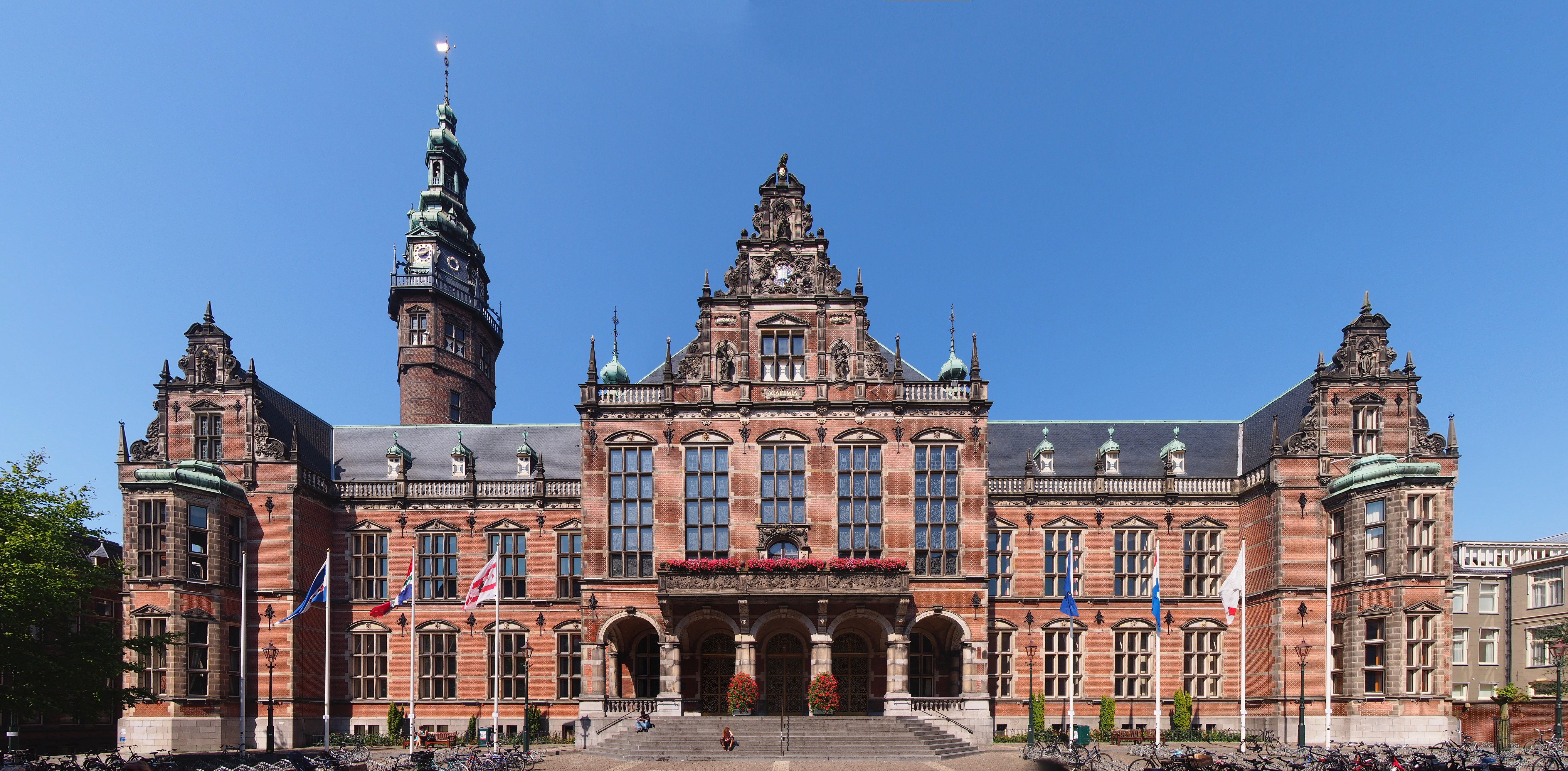
L'Academiegebouw, siège de l'université de Groningue dans le nord des Pays-Bas, construit entre 1907 et 1909.

Le style néo-Renaissance est un style architectural du XIXe siècle aux contours flous, inspiré de l'architecture de la Renaissance.
Ce style fait partie des styles populaires au XIXe siècle, reproduisant des styles plus anciens, comme le néo-gothique et le néo-classique.
Un élément qui le rend difficile à reconnaître est l'existence de différentes variantes d'architecture de la Renaissance à travers l'Europe. Pour s'en convaincre, on peut comparer les styles du palais Pitti et du château de Chambord, tous deux de la Renaissance mais de style assez différents. Le style est ainsi souvent empreint de nombreuses influences locales.

## Diffusion
Ce style est très populaire à la fin du XIXe siècle, notamment au Royaume-Uni et aux États-Unis.
En France, ce style directement inspiré de la Renaissance française est l'une des composantes du style Second Empire, très en vogue à cette époque. On parle souvent de « renaissance de la Renaissance » pour le désigner. L'hôtel de ville de Paris en est l'un des exemples les plus significatifs.
Dans l'est de la France, on trouve des bâtiments néo-Renaissance allemande, comme le palais du Rhin à Strasbourg ou l'hôtel des Arts et Métiers de Metz et au sud sur la riviera des bâtiments néo-Renaissance de style Italien, comme le musée des Beaux-Arts de Nice (1878).
En Belgique on trouve à la même époque des édifices néo-Renaissance flamande, qui s'inspirent de la renaissance flamande.

## Exemples de bâtiments

### Galerie de photographies

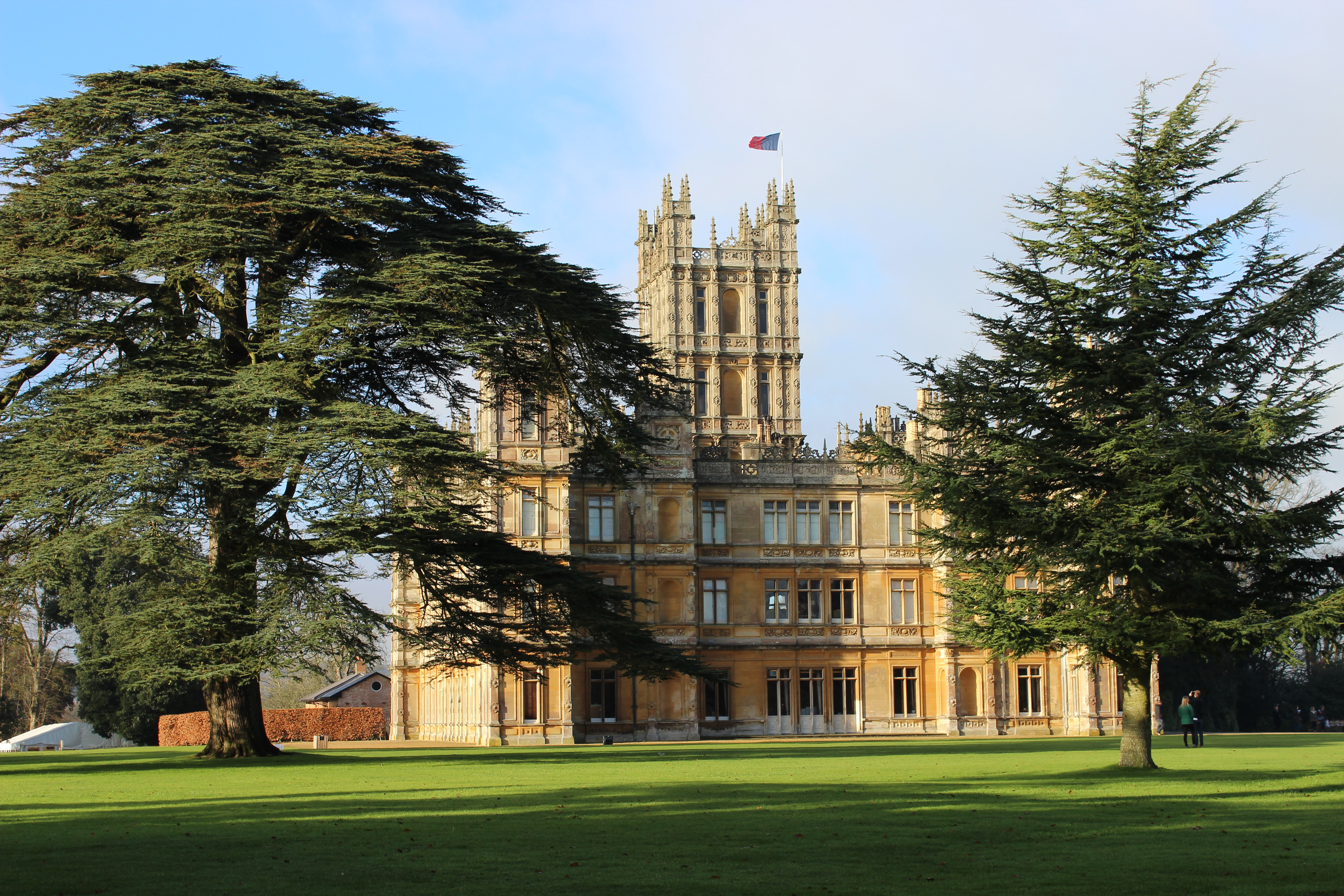
Highclere Castle dans le nord du Hampshire (Royaume-Uni), embelli dans les années 1840 dans le style néo-jacobéen.
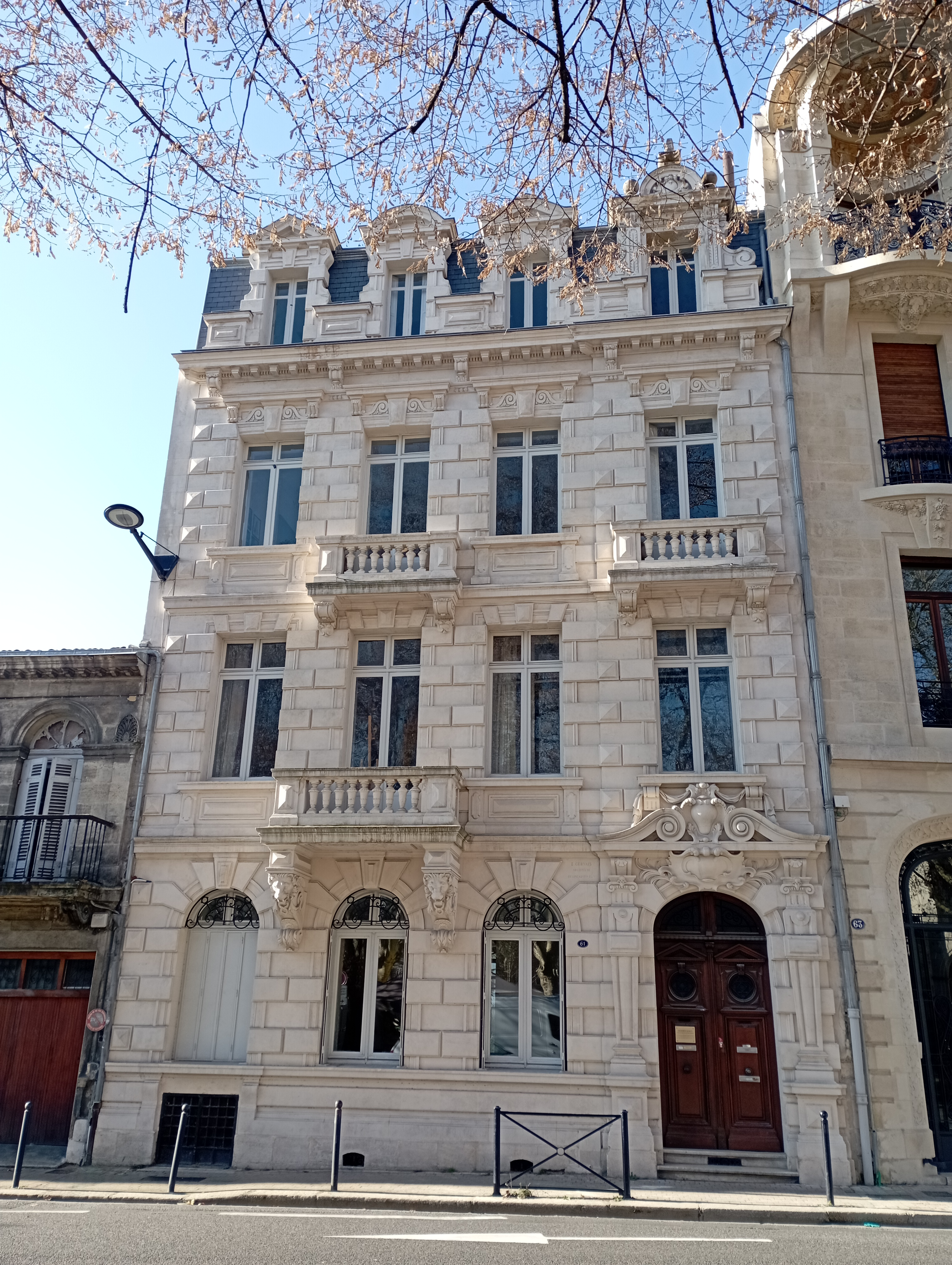
Hôtel construit dans le style néo-Renaissance allemande tardive à Bordeaux.
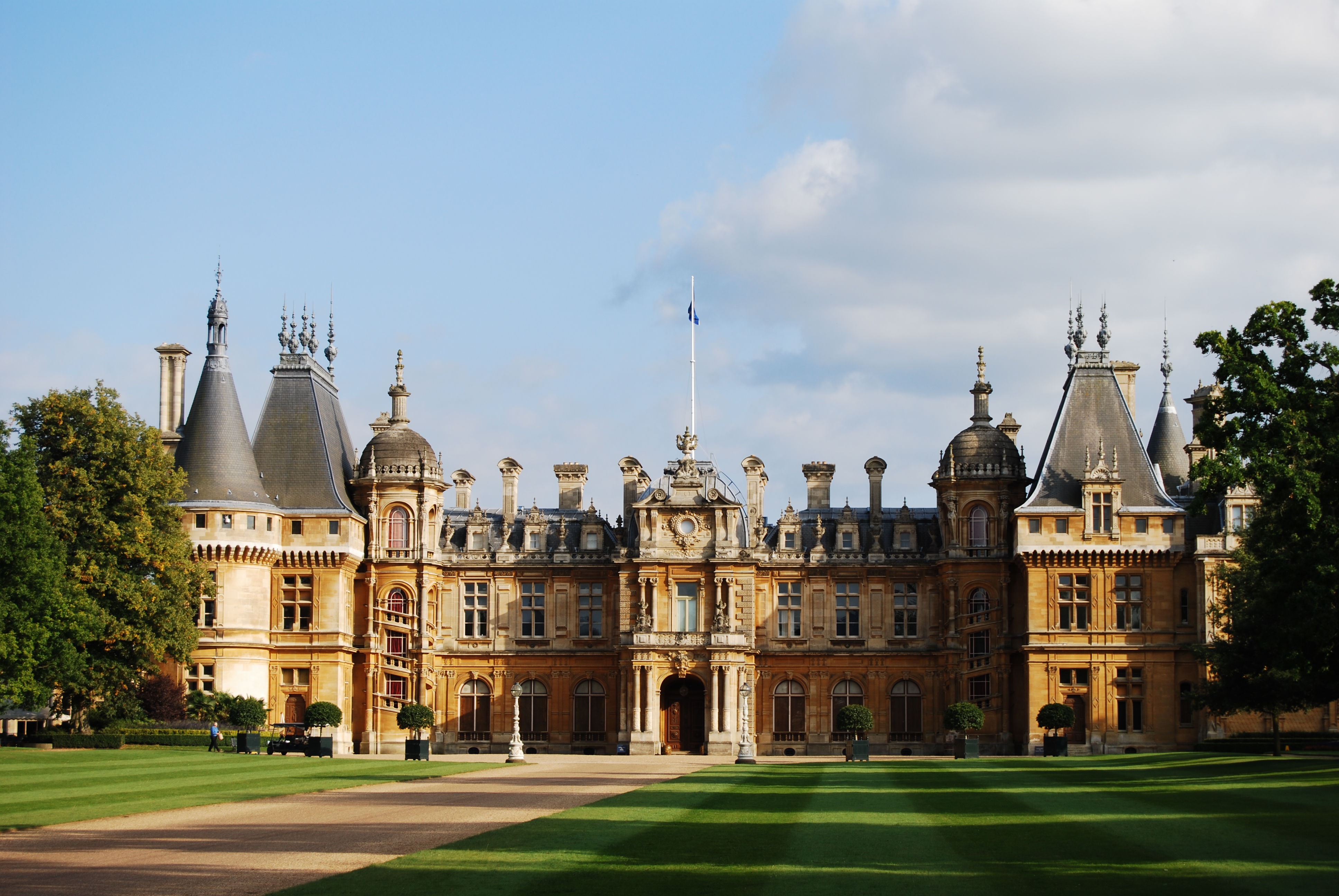
Waddesdon Manor à Waddesdon (Royaume-Uni), propriété de la famille Rothschild, 1874.
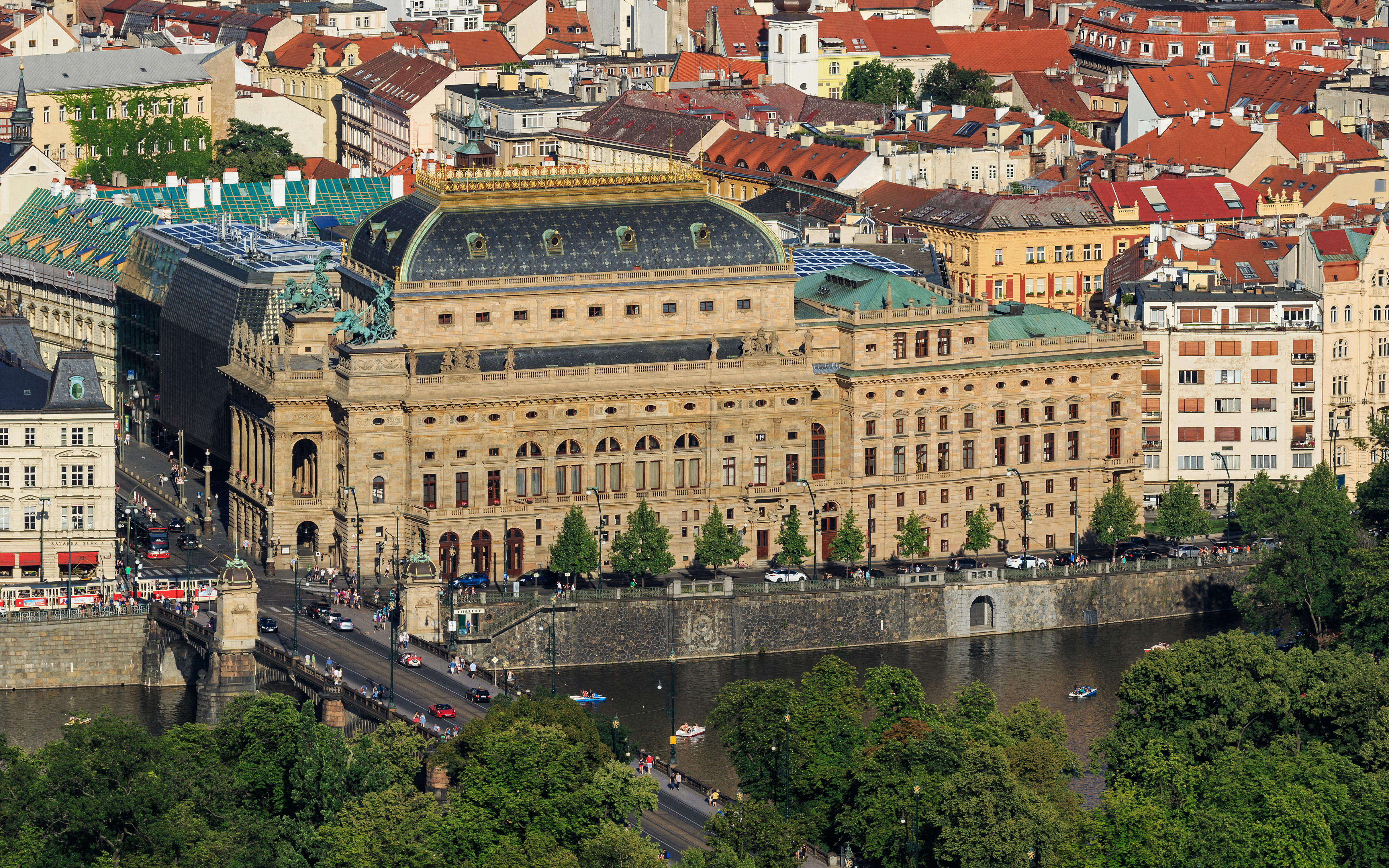
Le Théâtre national de Prague (République tchèque), construit de 1868 à 1881.
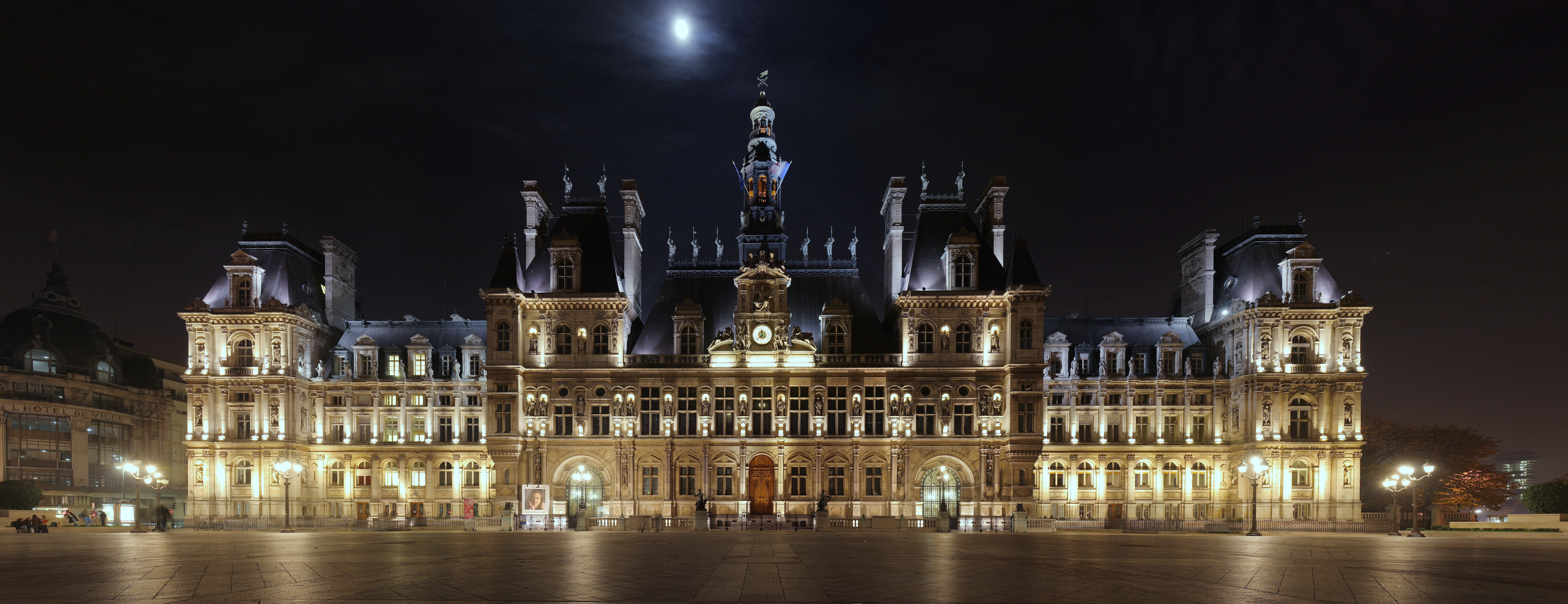
L'hôtel de ville de Paris, reconstruit entre 1874 et 1882, après son incendie lors de la Commune.
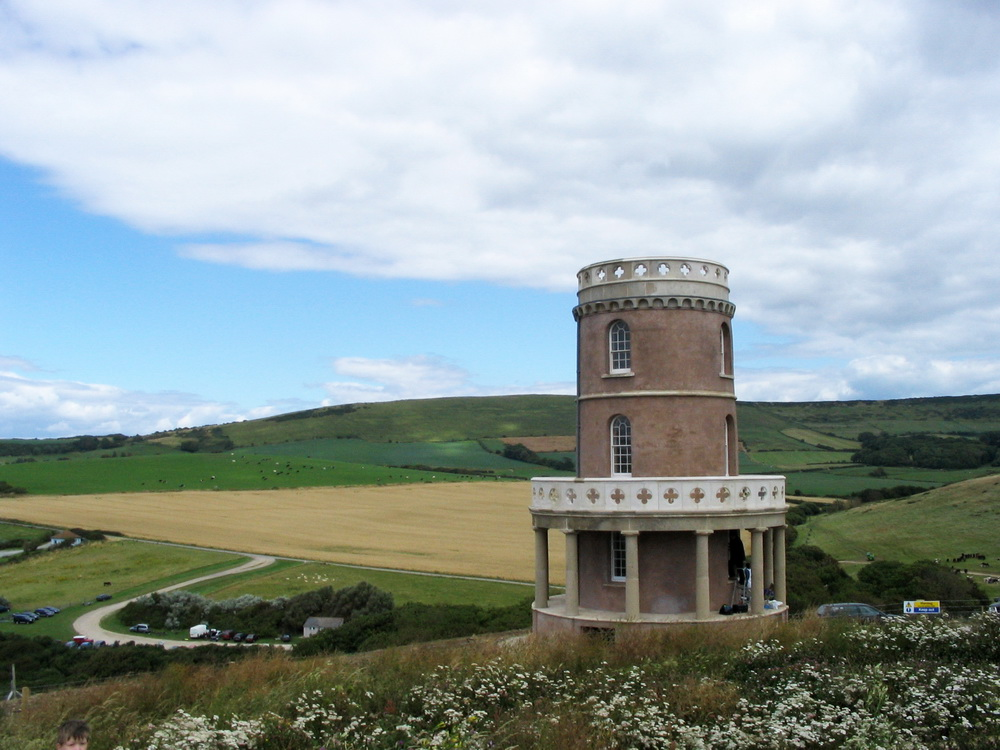
La tour Clavell, tour à périptère d'ordre toscan (Angleterre, 1830).
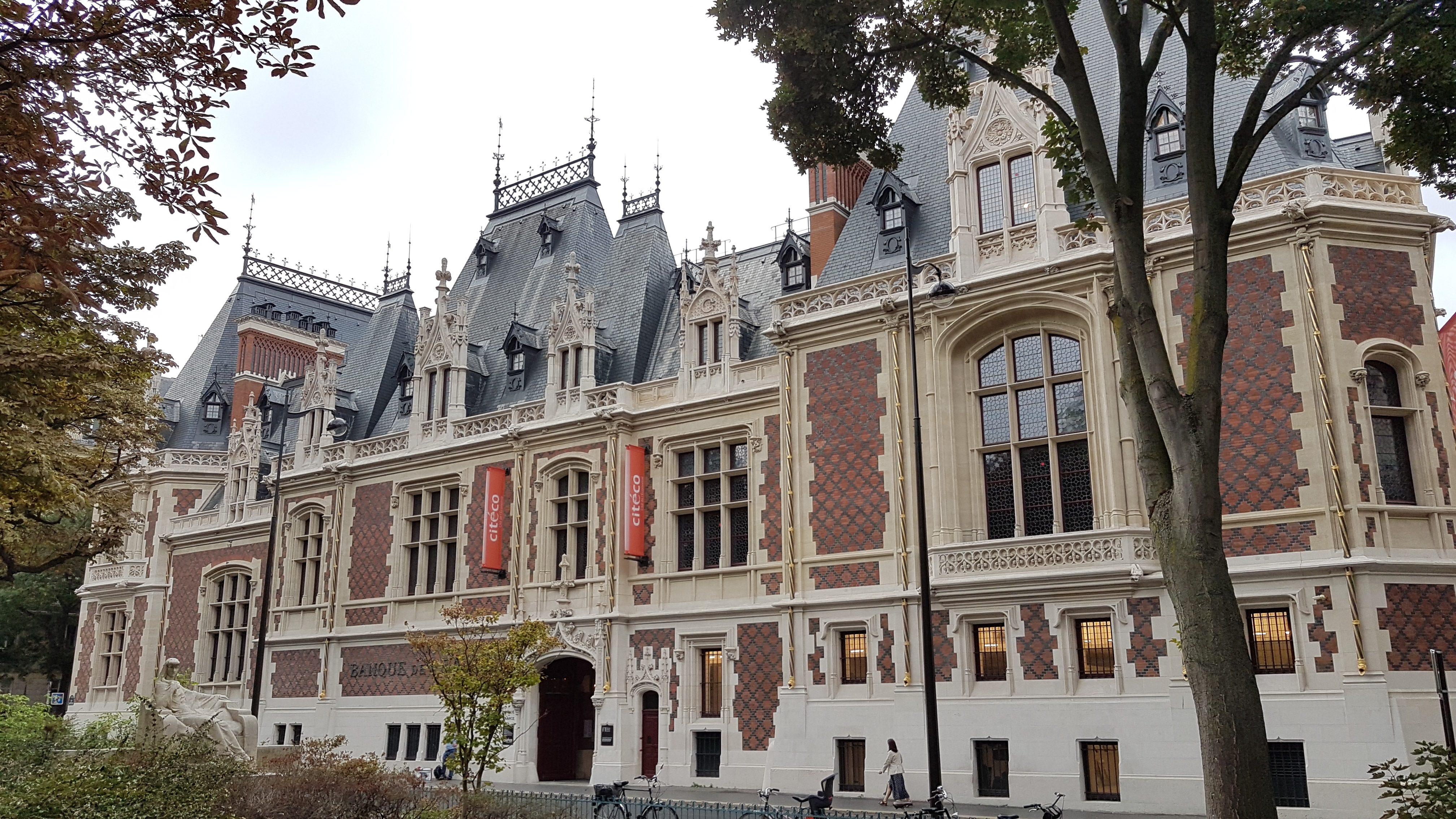
L'hôtel Gaillard à Paris, construit de 1878 à 1882.
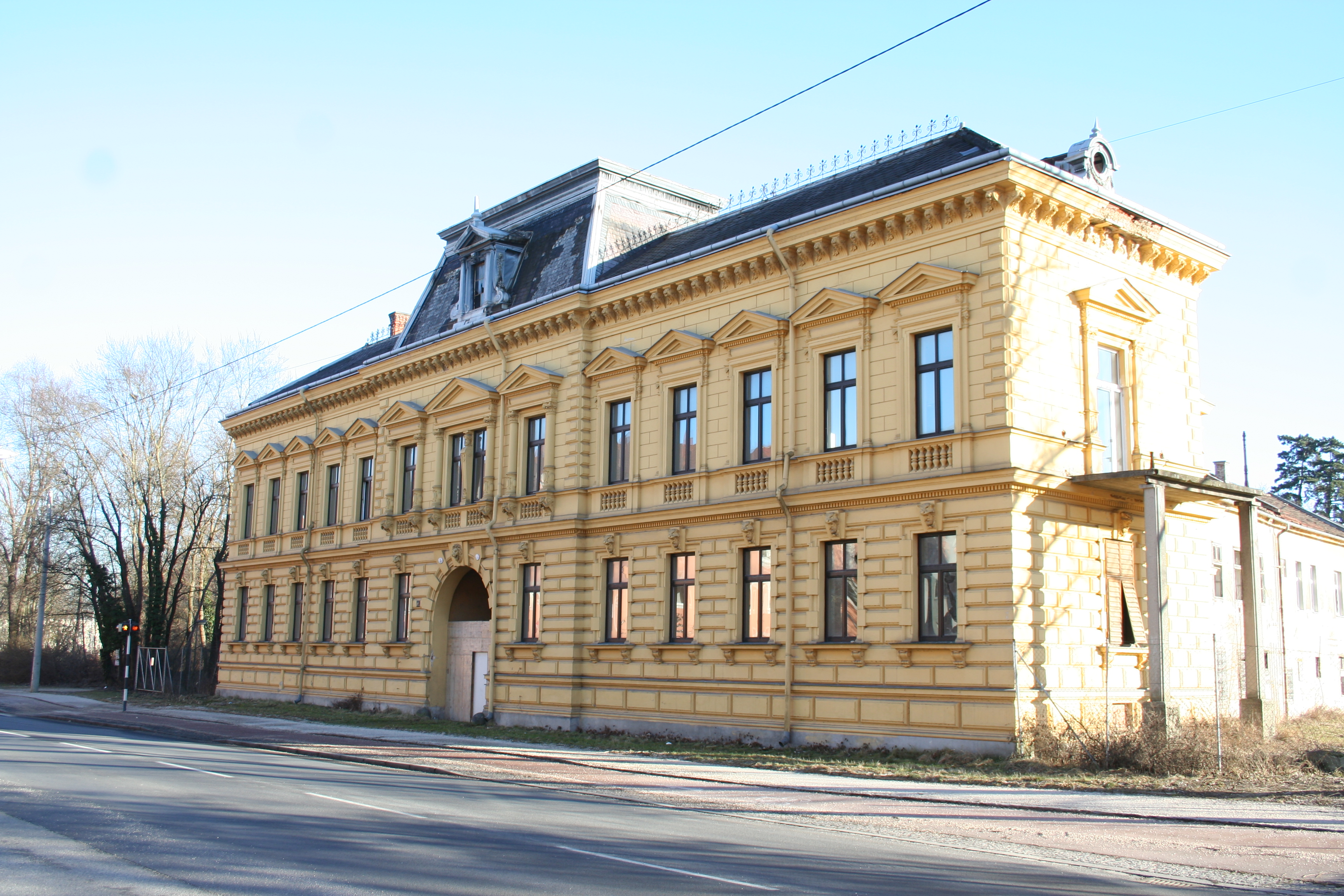
Palais Löwenfeld à Linz en Autriche, 1881-1882.
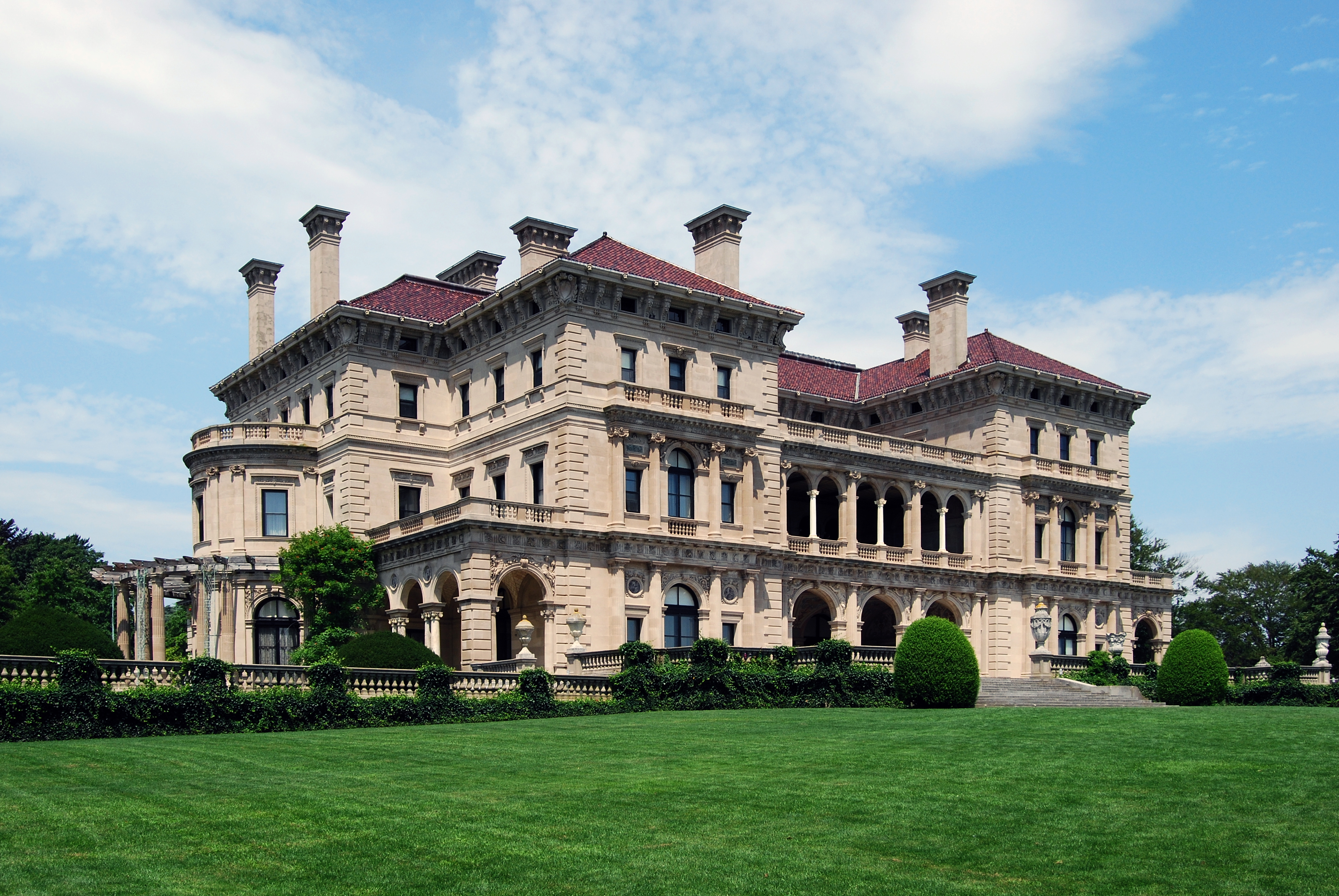
The Breakers à Newport (Rhode Island, côte est des États-Unis), propriété de la famille Vanderbilt, 1883.
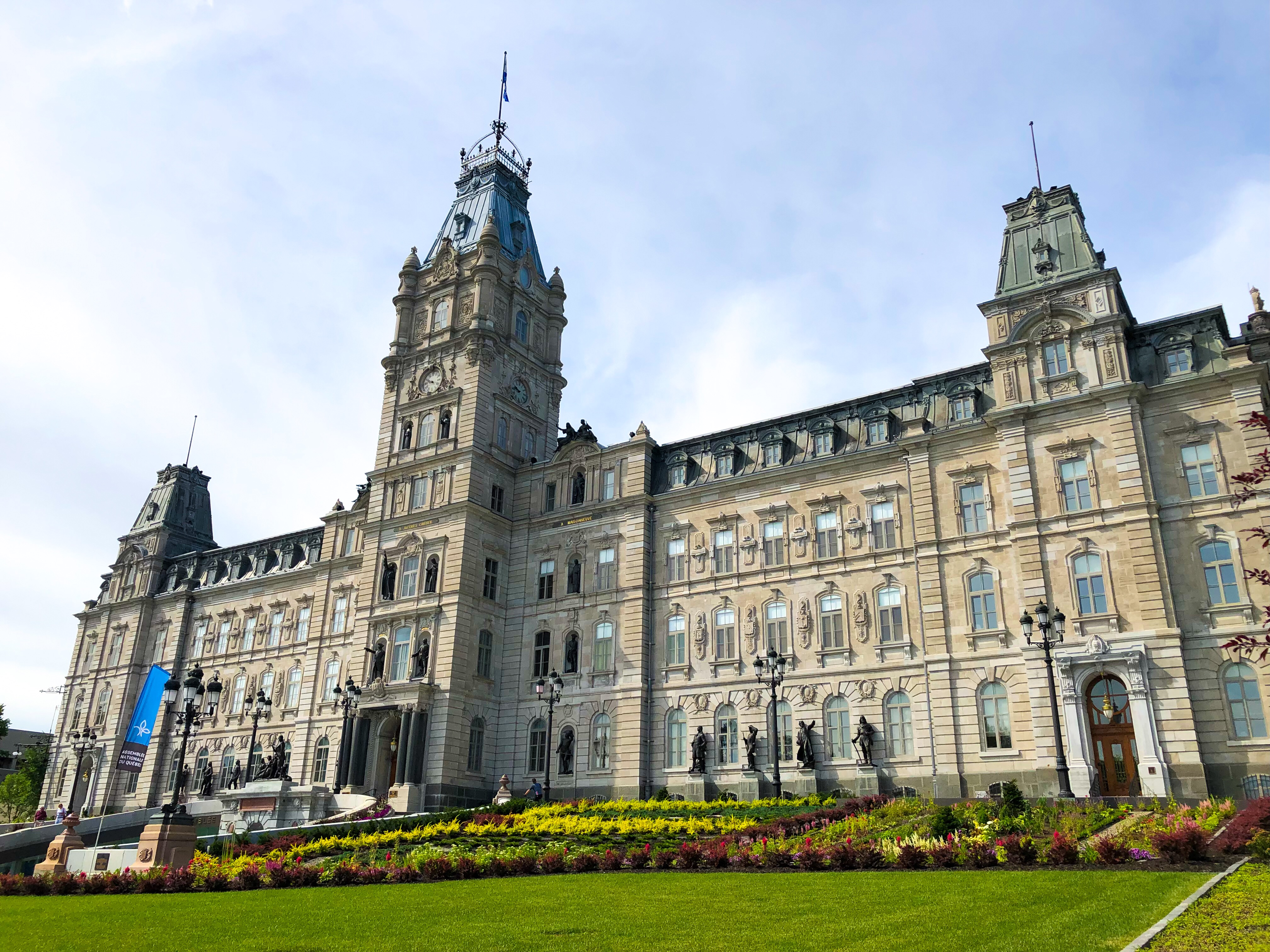
L'hôtel du Parlement de l'Assemblée nationale du Québec (ville de Québec, Canada), 1877-1886.
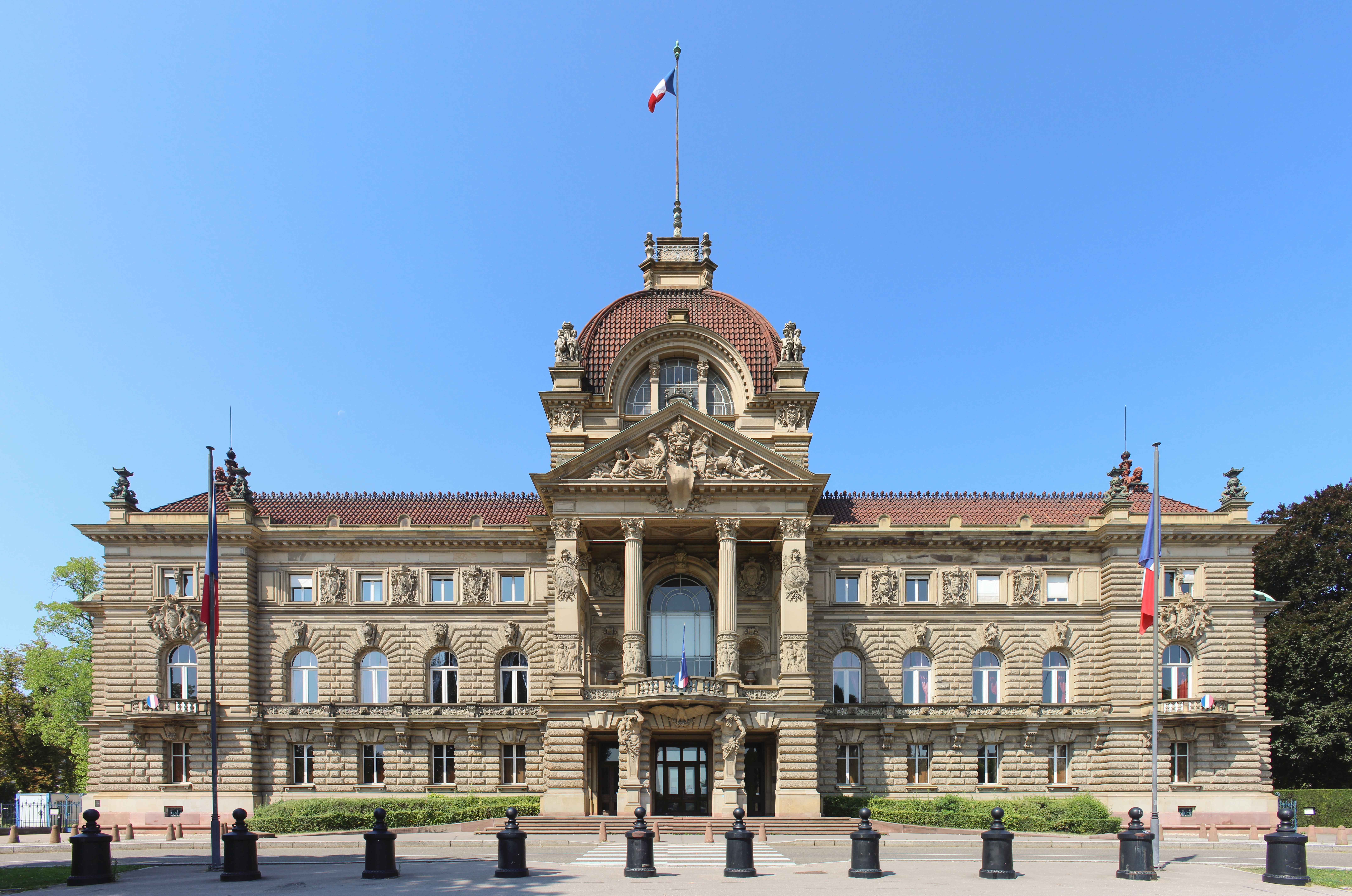
Palais du Rhin à Strasbourg (est de la France), 1883-1888.
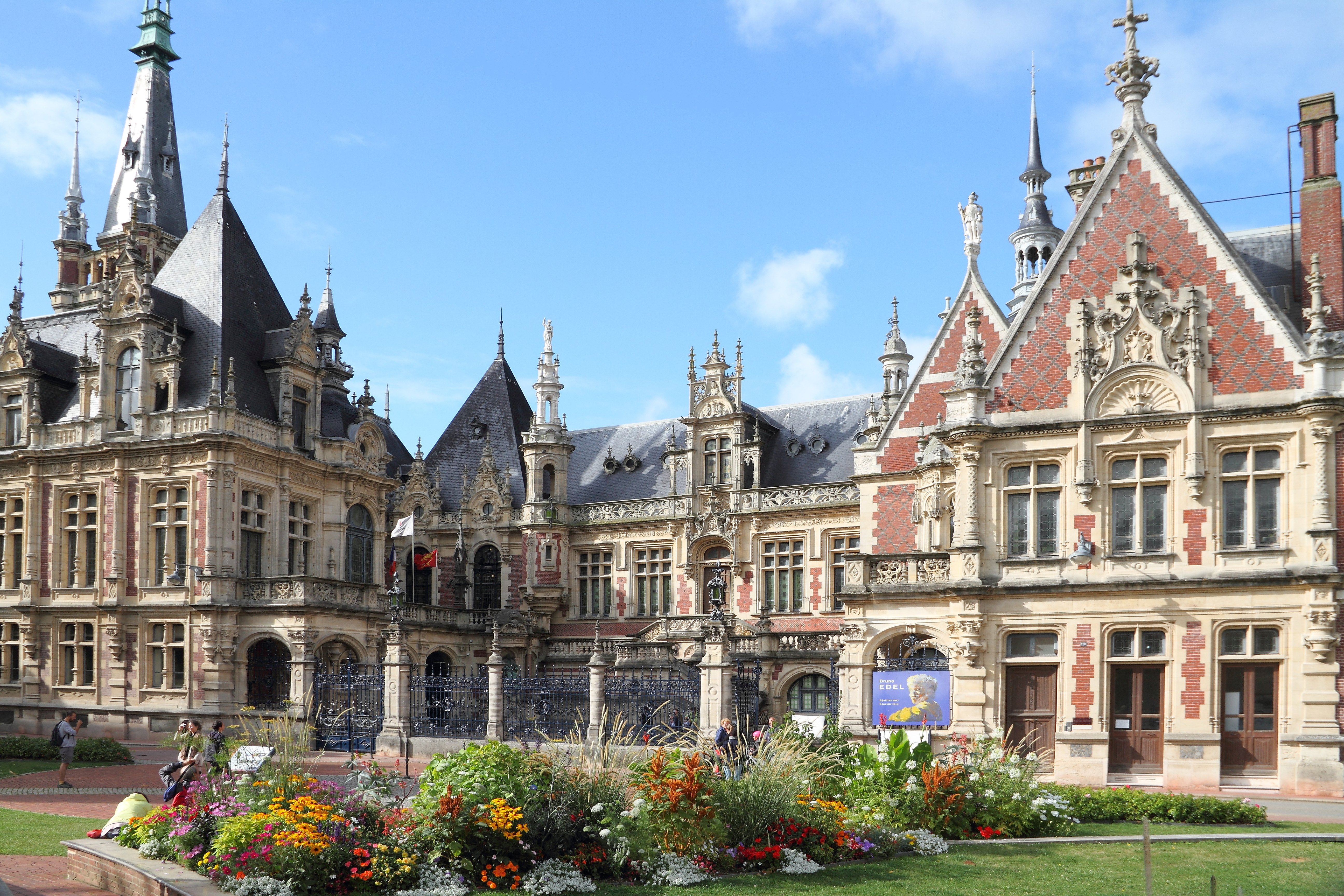
Palais Bénédictine, à Fécamp, où se mêle néo-Renaissance et néo-gothique, 1882-1888.
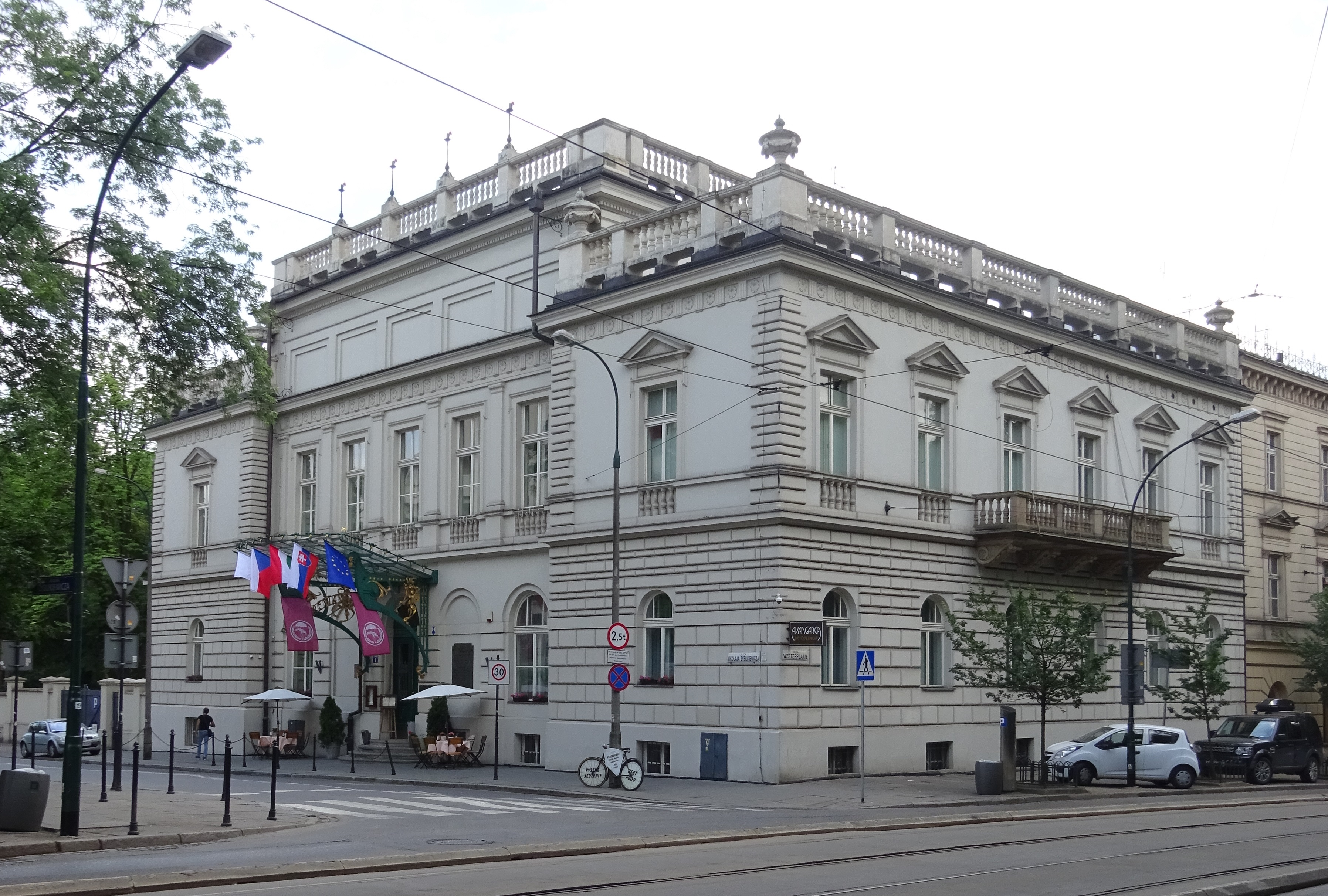
Casino des Officiers de Cracovie, Pologne, 1889-1890.
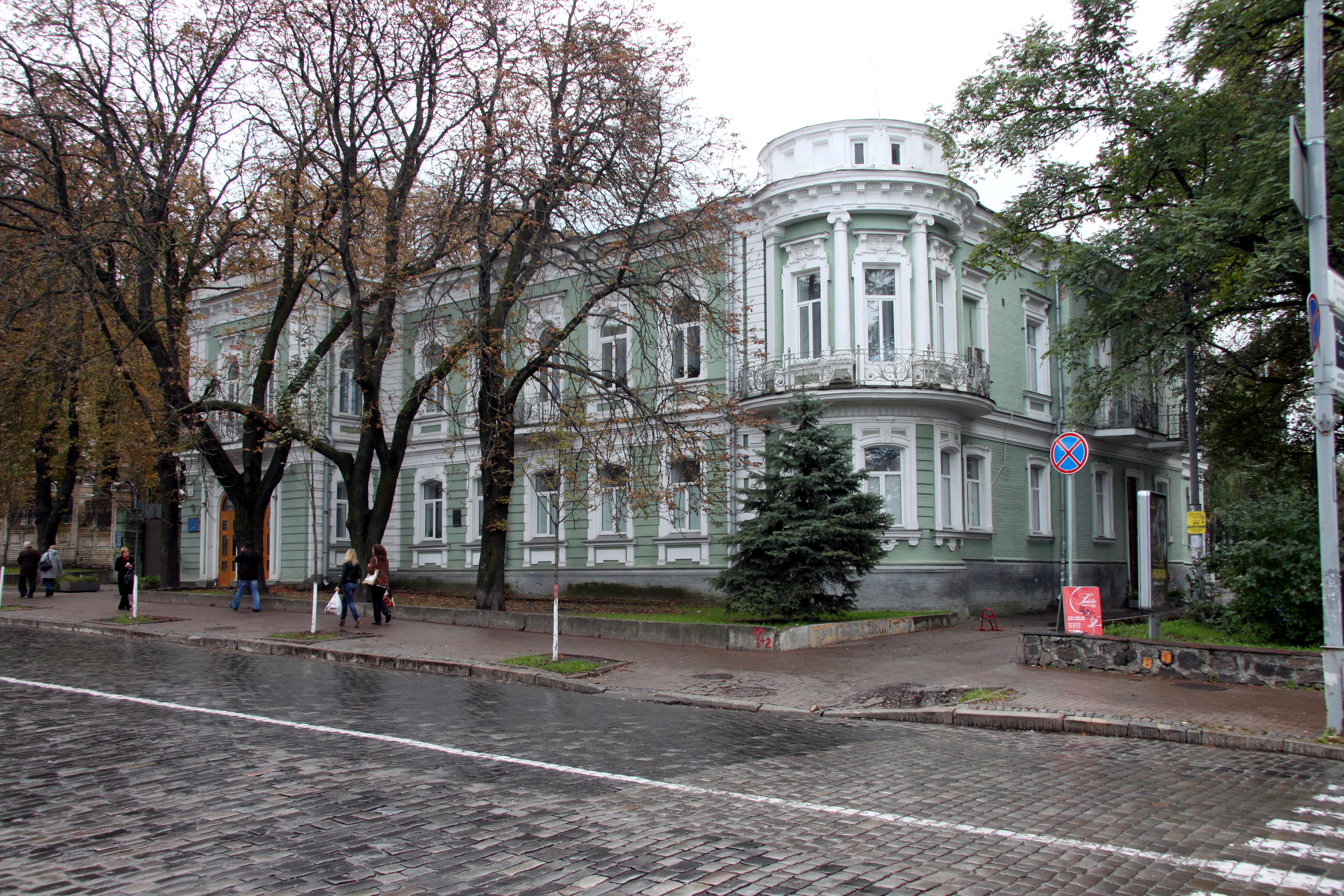
Hôtel particulier Ravitch-Doumitrachko à Kiev (Ukraine), vers 1890.
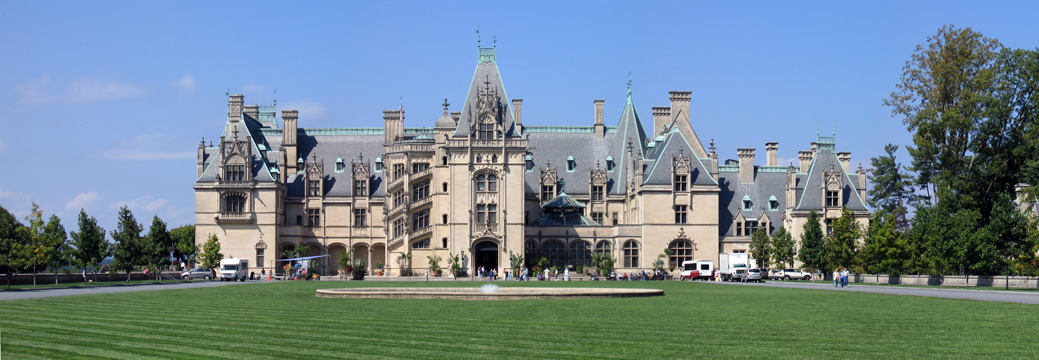
Biltmore House à Asheville (Caroline du Nord, États-Unis), propriété de la famille Vanderbilt, 1888-1895.
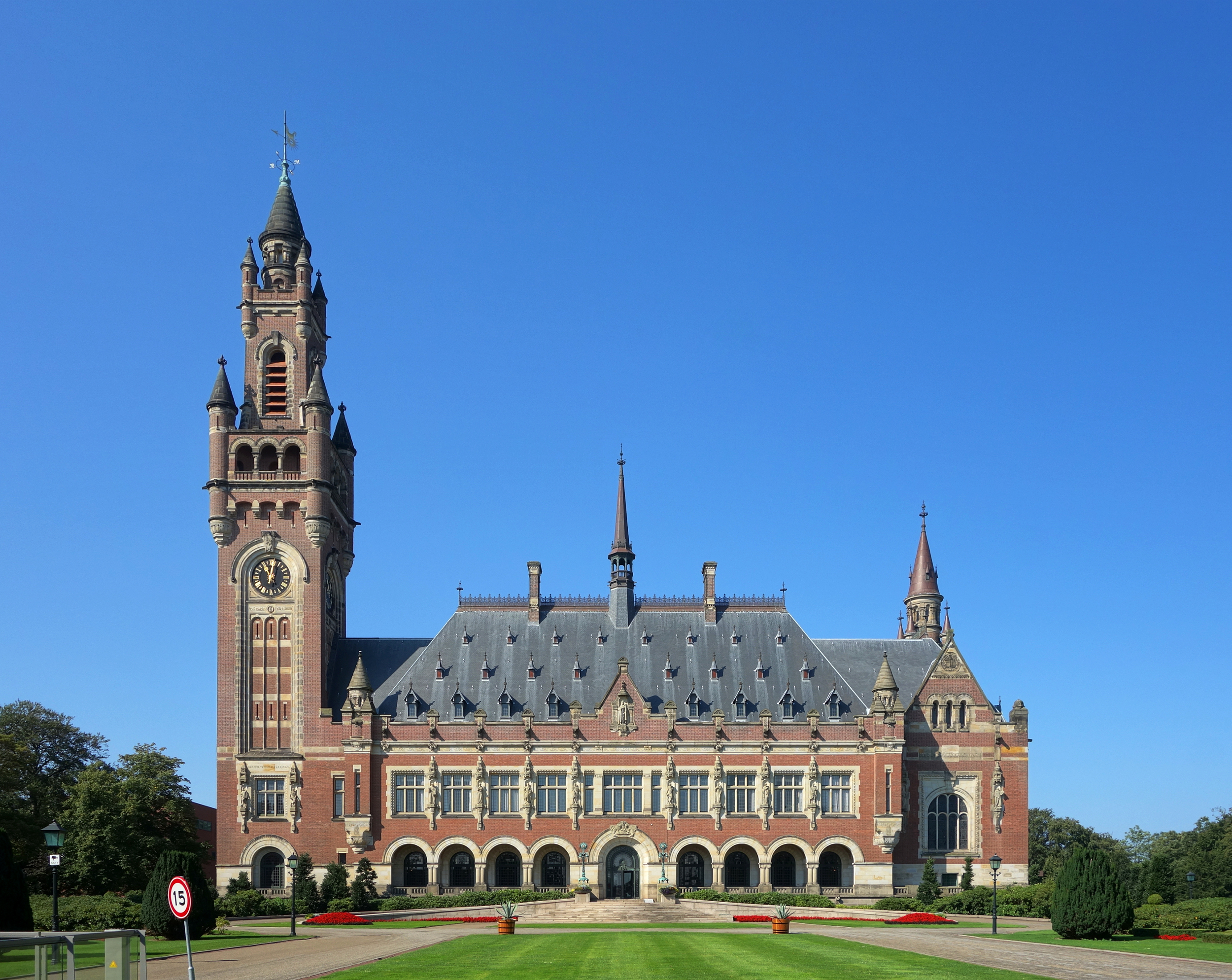
Palais de la Paix à La Haye (Pays-Bas), siège de la Cour international de justice et de la Cour permanente d'arbitrage, 1907-1913.
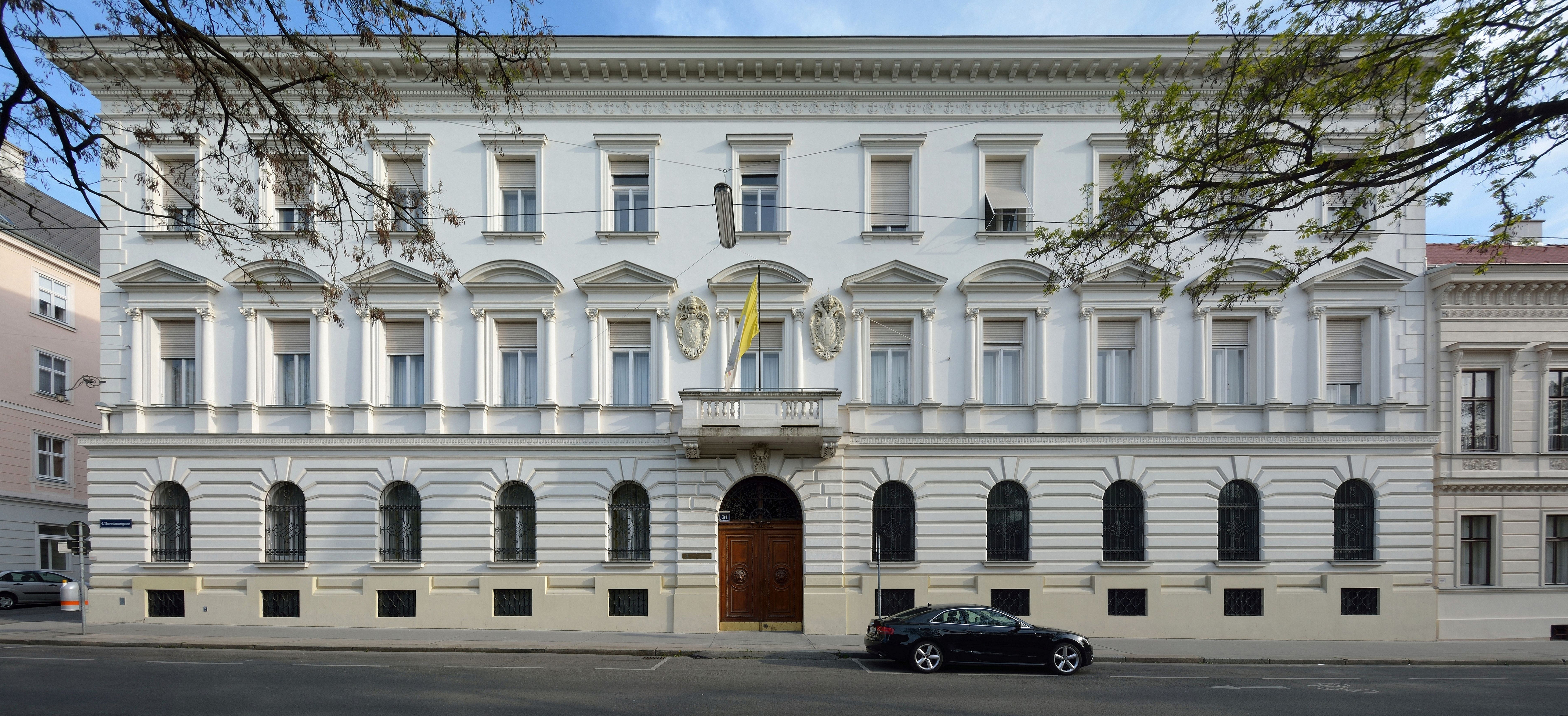
Palais de la nonciature apostolique à Vienne, 1911-1913.
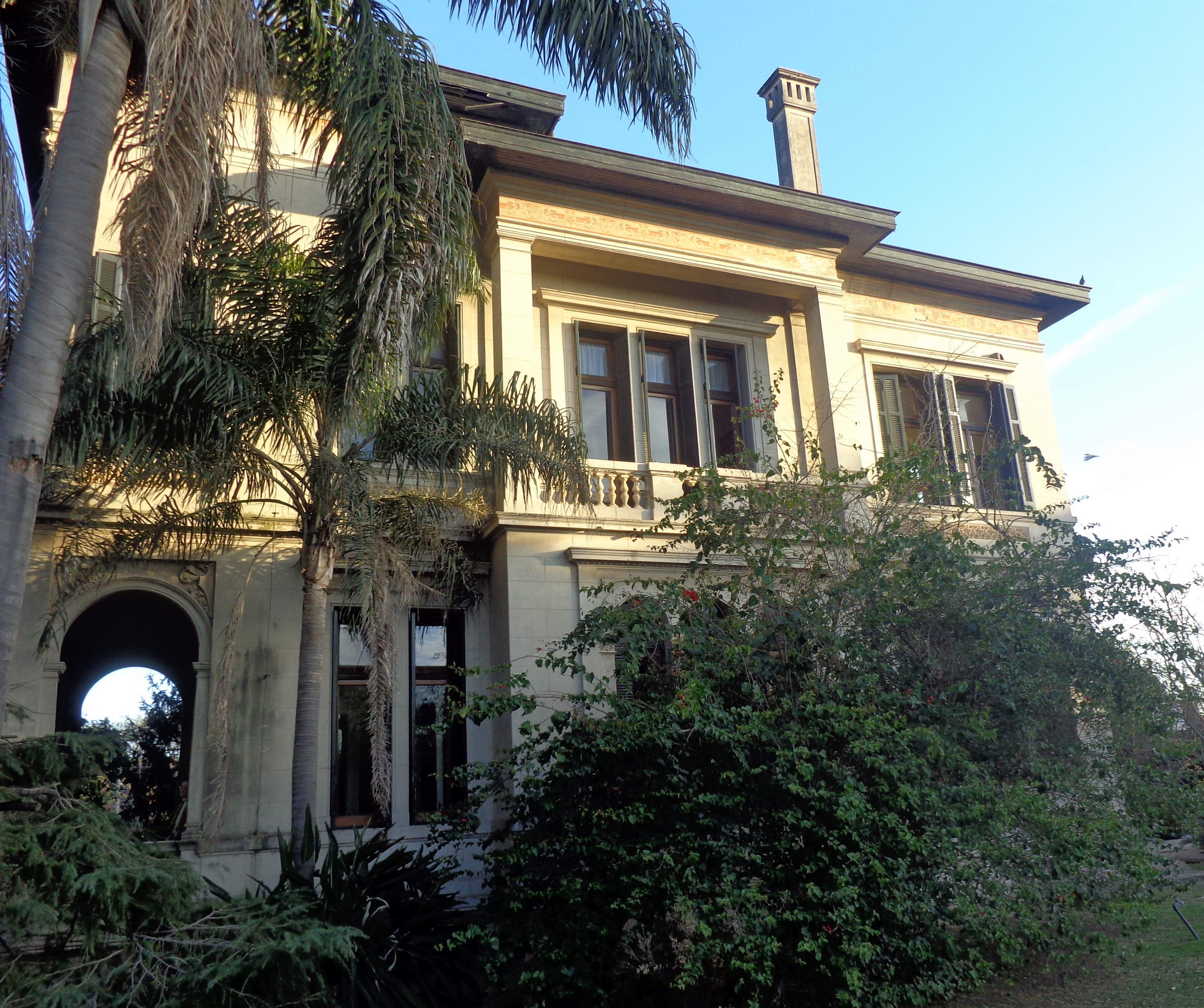
Villa Grampa à Temperley, Argentine, construite de 1910 à 1914.
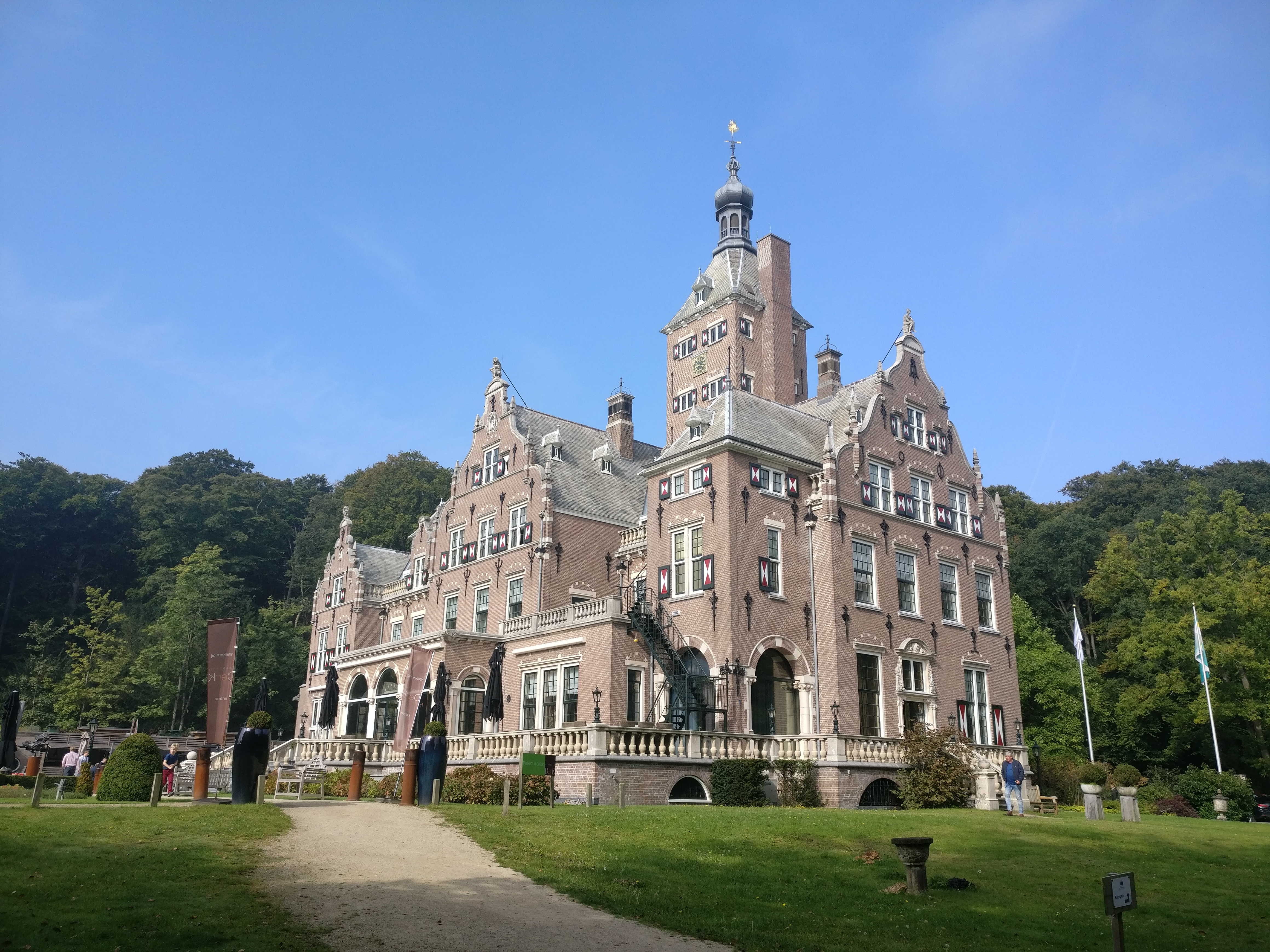
Le domaine de Duin et Kruidberg à Santpoort-Noord, 1907-1909, en Hollande.
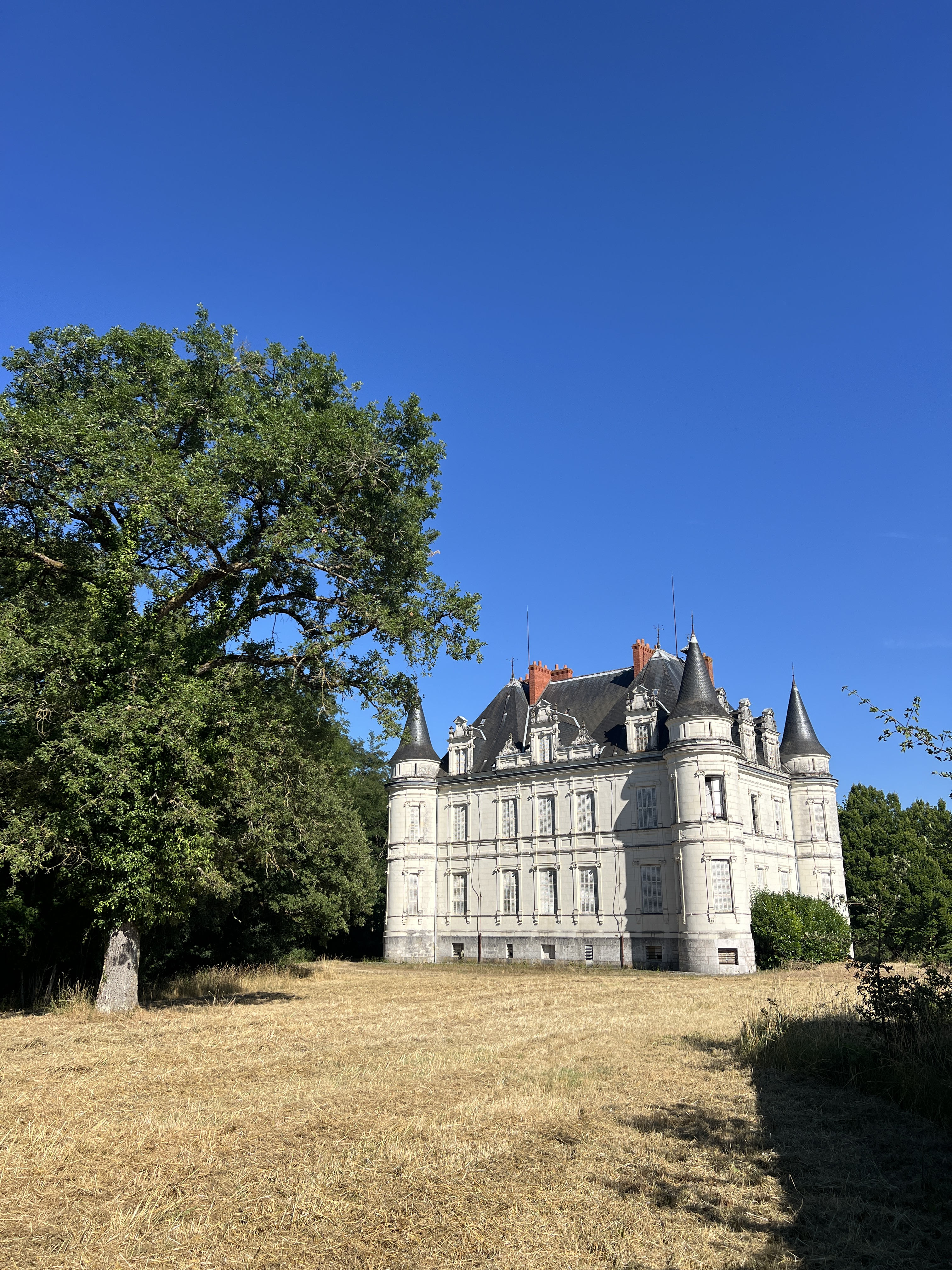
Le château Poséidon à Varennes-sur-Fouzon, dans l'Indre.

### Autres exemples
- Benevolent and Protective Order of Elks, Lodge Number 878, à New York, États-Unis
- Ancienne caserne des pompiers de Kotka, en Finlande
- Château de Preïssan à Ouveillan